# Prezent (gramatică)
În gramatică, termenul „prezent” denumește în sens general o valoare temporală de bază, cea care exprimă caracterul actual al unei acțiuni, opunându-se altor două valori temporale fundamentale, trecutul și viitorul. În sens restrâns, în gramatica unor limbi, prezentul desemnează clase ale conjugării verbului care indică în principiu concomitența cu momentul vorbirii.
În funcție de limba considerată, există mai multe sau mai puține forme de prezent. Acestea diferă după modul verbal, diateză, aspect și mod de acțiune.

## Valorile formei de prezent indicativ
La modul indicativ, cu aceeași formă, prezentul poate reprezenta nu numai valoarea de prezent, ci, cu ajutorul contextului, și celelalte valori temporale fundamentale, trecutul și viitorul. Din această cauză, prezentul indicativ este considerat termenul nemarcat al categoriei gramaticale a timpului. Uneori, valoarea prezentului este precizată de un complement al verbului.

### Ca timp absolut
Timpul prezent este numit „absolut” când valoarea sa nu depinde de timpul altui verb. Este cazul mai ales în propoziții independente sau principale.
În primul rând există o valoare a prezentului care îl limitează la momentul vorbirii și altele care includ momentul vorbirii într-un domeniu de timp care cuprinde și trecutul, și viitorul.
Valoarea de „actualitate” constă în faptul că acțiunea, întâmplarea, starea etc. exprimată de verb este limitată la momentul vorbirii. Exemple:
- ro  Acum plec[1];
- fr  Il écrit une lettre à son amie „(El) îi scrie o scrisoare prietenei sale”[5];
- en  It’s raining now, look „Acum plouă, uite”[6];
- hr  Imam za tebe jedno iznenađenje „Am o surpriză pentru tine”[7];
- hu  Sétálunk a parkban „Ne plimbăm în parc”[8].

Valoarea omnitemporală se referă la faptul că ceea ce exprimă verbul poate fi plasat în orice moment din prezent, trecut și viitor. La rândul său, acest prezent poate fi gnomic sau iterativ.
Prezentul gnomic se găsește în definiții, teoreme, maxime, proverbe etc.:
- ro  Împărțirea este o operație matematică[1];
- fr  Qui se ressemble s’assemble „Cine se aseamănă se adună”[9];
- en  York lies on the River Ouse „York-ul este așezat pe râul Ouse”[6];
- hr  Zrela kruška sama pada literal „Para coaptă cade singură” (proverb)[7];
- hu  Ki korán kel, aranyat lel „Cine se scoală de dimineață departe ajunge” (lit. „Cine se scoală devreme găsește aur”)[10].

Prezentul iterativ exprimă o acțiune periodică repetată:
- ro  Avionul de Paris are cinci curse săptămânal[1];
- en  The old man takes the dog for a walk every morning „Bătrânul scoate câinele la plimbare în fiecare dimineață”[6];
- cnr  Svako jutro pere zube „Se spală pe dinți în fiecare dimineață”[11];
- hu  Minden nap bemegyek a városba „Merg în oraș în fiecare zi”[8].

În al doilea rând, forma de prezent este folosită uneori pentru celelalte valori temporale fundamentale fără a avea legătură cu prezentul.
Poate fi vorba de viitor, în registrul de limbă curent:
- ro  Mâine plec la Constanța[1];
- fr  J’arrive dans cinq minutes „Ajung peste cinci minute”[9];
- en  I’m going home tomorrow „Merg acasă mâine”[12];
- sr  Sutra dolazim kod tebe „Mâine vin la tine”[13].

În unele limbi, forma de prezent poate exprima viitorul fie numai cu ajutorul unui complement circumstanțial de timp corespunzător (Holnap levelet írok „Mâine scriu o scrisoare”), fie concomitent cu un asemenea complement și un prefix care face ca verbul să fie de aspect perfectiv, fie numai cu un asemenea prefix: (Jövőre) elveszlek feleségül „(La anul) te iau de nevastă”.
Tot la viitor se referă și verbul folosit cu formă de prezent în loc de imperativ:
- ro  Stingi chiar acum lumina și te culci![15];
- fr  Vous prenez la première rue à droite „O luați pe prima stradă la dreapta”[9];
- en  You turn left at the church „La biserică o iei/luați la stânga”[6];
- hr  Odmah da dođu svi ovamo! „Imediat să vină toți aici!”[16][17];
- hu  Elmegy a sarokig, és ott jobbra fordul „Mergeți până la colț și acolo cotiți la dreapta”[18].

Forma de prezent poate exprima și acțiuni trecute față de momentul vorbirii, în registrul de limbă curent sau în cel elevat, de pildă în unele opere literare sau în lucrări de istorie. Este vorba de prezentul numit „istoric” sau „narativ”:
- ro  Ștefan cel Mare devine domn în 1457 și moare în 1504[19];
- fr  Soudain tous les regards se tournent vers la porte [...] „Deodată, toate privirile se îndreaptă către ușă [...]” (Michel Butor)[9];
- en  Last week I’m walking down this street... „Săptămâna trecută merg pe strada asta în jos...”[12];
- cnr  Jutros uđem u pogrešan autobus i zakasnim u školu „Ieri mă urc într-un autobuz greșit și întârzii la școală”[11].

### Ca timp relativ
Uneori, forma de prezent are o valoare care este în raport cu timpul altui verb. Se spune că în această situație, prezentul este un timp relativ sau de relație. Este cazul mai ales în propoziții subordonate, în care predicatul este într-un raport temporal cu verbul regent al acestora.
Se poate folosi, de exemplu, prezentul cu valoare de viitor, în vorbirea indirectă, în propoziții subordonate al căror verb regent este la viitor, când cele două acțiuni sunt simultane:
- ro  Voi spune că nu am bani[3];
- fr  Si on m’interroge, je dirai que je ne suis pas au courant de cette affaire „Dacă sunt interogat(ă), voi spune că nu sunt la curent cu treaba asta”[20].

În limba franceză, de pildă, prezentul se folosește obligatoriu cu valoare de viitor într-o propoziție circumstanțială condițională introdusă prin conjuncția si, a cărei principală are predicatul la viitor: S’il fait beau, on ira se promener en forêt „Dacă o să fie timp frumos, o să ne plimbăm în pădure”. Regula este aceeași în engleză: If it rains, the reception will take place indoors „Dacă plouă/va ploua, recepția va avea loc înăuntru”.
Există o construcție analogă, dar facultativă, și în limbile din diasistemul slav de centru-sud (bosniacă, croată, muntenegreană, sârbă, prescurtat BCMS), cu mențiunea că verbul la prezent cu valoare de viitor trebuie să fie de aspect perfectiv: sr  Ako nađem ključ, doneću ti ga „Dacă găsesc cheia, am să ți-o aduc”. De asemenea, într-o frază cu propoziția principală la viitor, propoziția circumstanțială de timp poate avea predicatul la prezent cu valoare de viitor, tot cu condiția ca verbul să fie perfectiv: Oni će igrati tango dok ne padnu od umora „Vor dansa tango până ce vor cădea de oboseală”. De fapt, în aceste limbi, verbele perfective cu formă de prezent nu se pot folosi cu valoare de prezent în propoziție independentă decât în mod excepțional, facultativ, pentru acțiuni repetate.
În BCMS și în maghiară se folosește prezentul cu valoare de trecut pentru predicatul unor propoziții subordonate care exprimă o acțiune simultană cu a verbului regent la trecut:
- sr  Pitao sam ga šta traži u mojoj sobi „L-am întrebat ce caută în camera mea”[13];
- hu  Azt hittem, hogy alszik „Credeam că doarme”[24].

În română este posibil prezentul, dar și imperfectul în această situație (N-am observat că vine / venea după mine). În schimb în franceză sau în engleză, prezentul nu este corect în majoritatea cazurilor într-o astfel de construcție.

## Prezentul la alte moduri
La alte moduri decât indicativul există formă de prezent dacă au și formă de alt timp. Poate avea valori nu numai de prezent și la acestea.
În română mai au prezent modurile:
- conjunctiv: Să-mi cânți, cobzar bătrân [...] (timp absolut), Îi spun să vină la noi (timp relativ)[26];
- condițional: Aș bea cu plăcere un pahar de apă rece (absolut), Îmi părea că ar ascunde ceva, Mi-a transmis că ar veni (relativ)[27];
- prezumtiv: Ce vei fi făcând tu acum? (absolut), Cred că n-o fi suferind mult (relativ)[28];
- infinitiv: Nu avem ce adăuga[29].

În franceză au prezent modurile corespunzătoare celor de mai sus, în afara prezumtivului, pe care nu-l are franceza, dar mai au prezent și alte moduri:
- imperativul: Ferme la porte ! „Închide ușa!” vs. Ayez fini (trecut) tout votre travail avant samedi ! „Terminați toată treaba înainte de sâmbătă!”[30];
- participiul: Les personnes ayant un ticket bleu doivent se présenter au contrôle „Persoanele care au bilet albastru trebuie să se prezinte la control”[31] vs. Les élèves ayant obtenu la mention très bien au baccalauréat entrent sans examen dans cette école „Elevii care au obținut mențiunea „foarte bine” la bacalaureat, intră fără examen în această școală”[32].
- gerunziul: Il est sorti en claquant la porte „A ieșit trântind ușa” vs. On est revenus par le même chemin et on est rentrés à sept heures en n’ayant rencontré (trecut) absolument personne „Ne-am întors pe același drum și am ajuns acasă la ora șapte fără să ne fi întâlnit cu absolut nimeni”[33].

În BCMS, practic numai indicativul are formă de prezent și forme de trecut. Mai are și condiționalul formă de trecut, dar a devenit arhaică. Singura formă folosită, chiar ca timp absolut, are atât valoare de prezent, cât și de trecut, în funcție de context, prin urmare nu se poate vorbi de condițional prezent: sr  Htela bih da pogledam radnju „Aș vrea să văd magazinul” vs. Ko bi pomislio da će nas tako prevariti! „Cine ar fi crezut că ne va/vor înșela în felul ăsta?!”.
În maghiară există formă de prezent la condițional și la participiu, la acesta fiind opus și unuia trecut, și unuia viitor, cel viitor fiind echivalent cu supinul din română: verseket író kamaszlány „o adolescentă care scrie poezii” vs. a múlt században épített templom (trecut) „biserica construită în secolul trecut” și az alkalmazandó szabályok „regulile de aplicat”.

## Alcătuirea formei de prezent
Forma de prezent poate fi simplă sau compusă (alcătuită cu verb auxiliar). Aceasta depinde de mai mulți factori: limba considerată, categorii ale verbului ca diateza, modul, aspectul și modul de acțiune.

### Forme simple
Cu formă de prezent simplă și fără niciun afix gramatical altul decât desinențele personale există verbe la diateza activă, modul indicativ, de aspect imperfectiv, în toate limbile menționate în acest articol. Chiar și desinența poate fi zero. În această categorie intră și formele cu afixe lexicale. Sunt astfel verbele următoare din exemplele de mai sus: ro  plec (desinență zero), fr  il écrit „scrie”, en  you turn (desinență zero) „cotiți”, hr  imam „am”, hu  sétálunk „ne plimbăm”.
Forme de prezent simple și cu afixe gramaticale în plus de desinențe se găsesc mai ales în limbi cu un grad relativ mare de sintetism, cum este, de pildă, maghiara.
Forma de prezent poate conține prefixe gramaticale pentru a exprima aspectul perfectiv, în BCMS sau în maghiară:
- sr  Ako nađem ključ, doneću ti ga „Dacă găsesc cheia, am să ți-o aduc”[13];
- hu  Elolvassa a könyvet „Citește cartea” (de la un capăt la altul) vs. Olvassa a könyvet „Citește cartea” (acțiune durativă)[38];

Sunt și sufixe specifice pentru aspecte, unele pentru perfectiv, altele pentru imperfectiv, în BCMS: sr  Oni će igrati tango dok ne padnu od umora (perfectiv) „Vor dansa tango până ce vor cădea de oboseală”, cnr  Završavamo pripreme za ljetovanje (imperfectiv) „Suntem în curs de a termina pregătirile pentru concediu(l de vară)”.
Maghiara are sufixe pentru prezentul mai multor categorii de verbe:
- pasive: Az árban benne foglaltatik... „Este inclus în preț...”[40];
- reflexive: Fésülködöm „Mă pieptăn”[41];
- factitive: Olga új ruhát csináltat a szabójával „Olga își face o rochie nouă la croitorul ei”[40];
- potențiale: A nővéred még meggyógyulhat „Sora ta se mai poate vindeca”[42];
- la condițional: Ha gazdag lennék, házat vennék „Dacă aș fi bogat(ă), aș cumpăra o casă”[43];
- la imperativ-conjunctiv: Menj orvoshoz! „Du-te la doctor!”[44], Várjuk, hogy induljon „Așteptăm să pornească”[45].

### Forme compuse
Formele compuse de prezent sunt caracteristice mai ales pentru limbile cu un grad relativ mare de analitism, cum este engleza. În aceasta există formă compusă și la prezentul indicativului, numită „prezent continuu”, pe lângă cea numită „prezent simplu”. Prezentul continuu se formează cu verbul auxiliar be „a fi” la prezentul simplu și verbul cu sens lexical la forma numită gerund. Prezentul continuu se folosește pentru exprimarea modului de acțiune durativ, mai ales cu valoarea de actualitate a prezentului: I’m just ironing this shirt „Tocmai calc cămașa asta”. Prezentul simplu exprimă mai ales alte valori ale prezentului: This book belongs to my sister „Cartea asta e a surorii mele”.
În engleză și în alte limbi există forme compuse de prezent și la diateza pasivă, și la alte moduri decât indicativul:
- la diateza pasivă:
  - ro  Romanul acesta e / ar fi / să fie citit de către mulți[46];
  - fr  Notre équipe de football est dirigée par M. Lévêque „Echipa noastră de fotbal este condusă de d. Lévêque”[47];
  - en  Books are lent for a period of three weeks „Cărțile sunt împrumutate pentru o perioadă de trei săptămâni”[48];
  - sr  Staklo je premazano zaštitnim slojem „Sticla este vopsită cu un strat protector”[49];
- la modul condițional, diateza activă:
  - ro  Aș face totul pentru tine[50];
  - cnr  Popio bih nešto toplo „Aș bea ceva cald”[51];
- la modul prezumtiv: ro  Ce vei fi făcând tu acum?[52]

## Rolul morfologic al formei de prezent
Forma de prezent a verbelor auxiliare are și un rol morfologic, folosindu-se pentru alcătuirea unor forme compuse la diverse moduri.
În română este vorba de :
- perfectul compus, cu auxiliarul a avea la indicativ prezent: Am citit o carte de nuvele[53];
- formele de viitor, una cu prezentul indicativ al auxiliarului a voi: Omenirea va găsi probabil noi surse de energie[54];
- infinitivul trecut, cu infinitivul prezent al lui a fi: Faptul de a nu fi declarat adevărul l-a pus într-o lumină proastă[55].

În franceză, toate modurile au o formă de trecut compusă cu prezentul verbelor auxiliare avoir „a avea” sau être „a fi”: J’ai vu ce film quatre fois (indicativ perfect compus) „Am văzut filmul ăsta de patru ori”, Les élèves ayant obtenu la mention très bien au baccalauréat entrent sans examen dans cette école (participiu perfect compus) „Elevii care au obținut mențiunea foarte bine la bacalaureat intră fără examen la școala aceasta” etc.
În BCMS există o formă de indicativ trecut formată cu auxiliarul biti „a fi” la prezent. Corespunde cu perfectul compus dacă verbul este perfectiv, și cu imperfectul, dacă verbul este imperfectiv: cnr  Kad smo ušli u dvoranu, svi su śeđeli mirno i čekali početak predstave „Când am intrat în sală, toți ședeau calm și așteptau să înceapă spectacolul”. Viitorul se formează cu prezentul auxiliarului hteti „a voi”: cnr  Śutra ćeš odnijeti pismo na poštu „Mâine vei duce scrisoarea la poștă”.
În maghiară se formează două timpuri compuse cu auxiliar la prezent: viitorul indicativ, cu auxiliarul fog (Nem fogom eltűrni, hogy így beszélj velem „Nu voi tolera să vorbești așa cu mine”), și condiționalul trecut, cu auxiliarul volna, forma de persoana a III-a singular a condiționalului prezent al verbului van „a fi”, folosită la toate persoanele: Ha gazdag lettem volna, házat vettem volna „Dacă aș fi fost bogat(ă), aș fi cumpărat o casă”.